# INSAT-2D
O INSAT-2D foi um satélite de comunicação geoestacionário indiano da série INSAT que esteve localizado na posição orbital de 74,1 graus de longitude leste, foi construído e também seria operado pela Organização Indiana de Pesquisa Espacial (ISRO), mas, o mesmo saiu de serviço em 05 de outubro de 1997 após um problema de energia provocado por um curto-circuito ocorrido no dia 01 de outubro de 1997, a atitude foi perdido e não pode ser recuperada. O satélite foi baseado na plataforma Insat-2/-3 Bus e sua expectativa de vida útil era de 9 anos.

## História
Em março de 1994, a Índia selecionou a Arianespace para lançar o INSAT-2C e o INSAT-2D em 1995 e 1996, respectivamente. Os satélites são semelhantes aos INSATs anteriores, mas são 200 kg mais pesado no lançamento (2.100 kg) e com grandes painéis solares para 1,6 kW de energia elétrica. A carga útil de comunicação consistia de 12 transponders em banda C, 6 de banda C estendidos, 3 de banda Ku, e dois de banda S. O INSAT-2C e o INSAT-2D, além de ter transponders de comunicação como os INSAT-2A e INSAT-2B, tinha também transponders em banda Ku para comunicação empresarial, transponders de banda C estendidos para permitir cobertura da programação de TV com grande extensão para além das fronteiras da Índia para atender a população do Sul e Leste da Ásia, para o Oriente Médio e transponders para o serviço móvel. Eles não tinha a carga meteorológica. O INSAT-2C e o INSAT-2B foram colocalizado na órbita geoestacionária permitindo, assim, o uso eficiente de posições orbitais alocados.
O INSAT-2D era um satélite multiuso que forneceu os seguintes serviços para a Índia: comunicações domésticas de longo alcance, observação meteorológica da Terra e serviços de coleta de dados, transmissão de TV via satélite direto para receptores de TV comunitárias em áreas rurais e remotas, com distribuição de programas rádio e TV, pesquisa auxiliada por satélite e serviços de resgate.

## Lançamento
O satélite foi lançado com sucesso ao espaço no dia 03 de julho de 1997, por meio de um veículo Ariane-44L H10-3 a partir do Centro Espacial de Kourou, na Guiana Francesa, juntamente com o satélite Inmarsat-3 F4. Ele tinha uma massa de lançamento de 2.079 kg.

## Fracasso da missão
O INSAT-2D falhou e parou de funcionar em 05 de outubro de 1997. Depois de um problema de energia (causado por um curto-circuito em 01 de outubro de 1997), a atitude foi perdida e não pode ser recuperada.
O mesmo tinha entrado em operação em julho de 1997. Mas enfrentou alguns problemas antes de falhar em outubro de 1997. Foram pagos seguros de cerca de 65 milhões dólares estadunidenses pela perda.
Em setembro, a ISRO contratou seis transponders para aumentar sua capacidade por um ano, até que lançasse dois novos satélites no futuro.